# الصفحة البيضاء (اللوح الفارغ)
الصفحة البيضاء (Tabula Rasa) أو اللوح الفارغ (blank slate) تشير إلى الفكرة في نظرية المعرفة إبستيمولوجية  القائلة أن الأفراد يولدون دون محتوى أو معرفة عقلية سابقة ولذلك فإن كل المعرفة تأتي عن طريق التجربة أو الإدراك. يعارض أنصار فكرة الصفحة البيضاء معتقد أن العقل يولد ممتلكاً معرفة مسبقة اصلانية. عموماً، يفضل أنصار فكرة الصفحة البيضاء التطبع على حساب الطبع عندما يتعلق الأمر بجوانب شخصية الفرد، والسلوك الاجتماعي والعاطفي، والمعرفة، والحكمة أو الذوق.

## الأدب
أراد الكاتب ويليام غولدنغ في روايته «سيد الذباب» التي تكشف عن العقل البشري ان يقنع القراء بأن الإنسان يولد وفيه غريزة الشر. وأن كبح هذا الشر هو دور الإنسان نفسه. وقد استطاع اثنان على الأقل من أبطال الرواية مقاومة هذه الغريزة. ولم يحسم الأمر ما إذا كان هذا نتيجة رواسب التنشئة الاجتماعية أو نتيجة وجود عامل بيولوجي للخير.

## العلوم

### الجغرافيا البيولوجية
في الجغرافيا الحيوية ولا سيما جغرافيا النبات، فإن نظرية الصفحة البيضاء حول منشأ الكائنات الحية الموجودة في مناطق غطاها الجليد في الماضي تشير إلى فكرة ان جميع  الفصائل قد هاجرت إلى أراض جرداء بعد انحسار الأنهار الجليدية. وقد تشير أيضاً إلى المناطق المجاورة للغطاء الجليدي التي تعرضت لفيضانات ازاحت كل شي جراء ذوبان الجليد.

### علم الحاسوب
في علوم الحاسوب، يشير مصطلح الصفيحة البيضاء إلى العملاء المستقلون الموزودون بآلية للقدرة على التخطيط نحو أهدافهم ولكن دون وجود قاعدة معرفية مدمجة، لذلك هي لوح فارغ بحق.